# Finger-Gletscher (Fairweather Range)
Der Finger-Gletscher ist ein 12 km langer Gletscher im Glacier-Bay-Nationalpark im Panhandle von Alaska (USA). 

## Geografie
Das Nährgebiet des Gletschers befindet sich an der Südflanke von Mount Perouse in der südlichen Fairweather Range auf einer Höhe von 2000 m. Von dort strömt er in westsüdwestlicher Richtung. Weiter nördlich verläuft der La-Pérouse-Gletscher. Der im Mittel etwa 1,1 km breite Gletscher zwängt sich durch einen 700 m schmalen Engpass und erreicht schließlich die Meeresküste. Unterhalb der Gletscherzunge befinden sich drei größere Gletscherrandseen, die jeweils einen Abfluss zum Meer besitzen.